# Estación Candelaria
Candelaria es una estación ubicada en el sector rural de Estación Candelaria, en la comuna chilena de Los Ángeles que fue construida junto con el Ramal Santa Fe - Santa Bárbara, a fines del siglo XIX.
- Datos: Q5841308